# Хвостохранилище

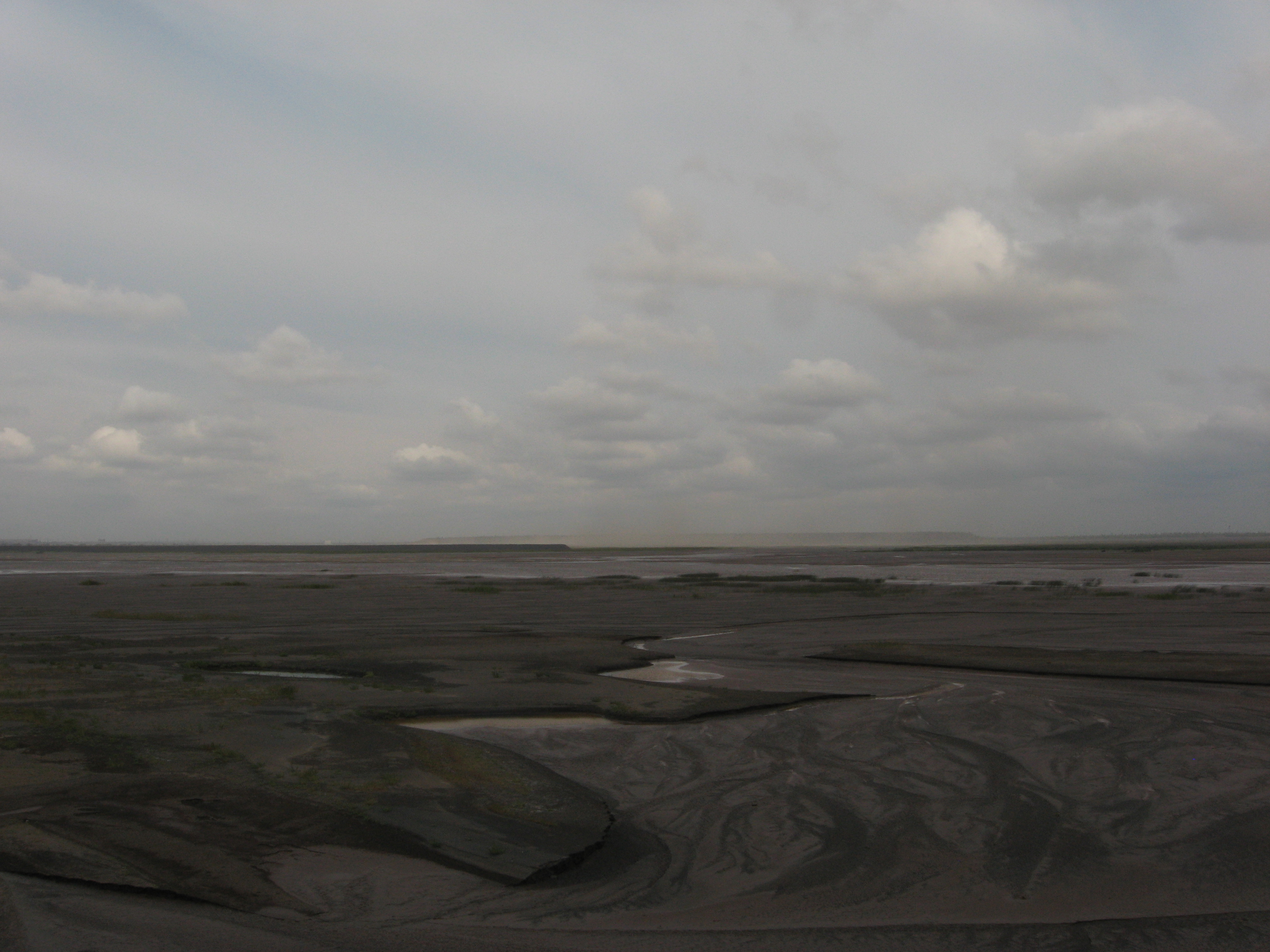
Хвостохранилище ЦГОКа (Кривой Рог)

Хвостохранилище — комплекс специальных сооружений и оборудования, предназначенный для хранения или захоронения радиоактивных, токсичных и других отвальных отходов обогащения полезных ископаемых (такие отходы именуют хвостами). На горно-обогатительных комбинатах (ГОК) из поступающей добытой руды получают концентрат, а отходы переработки перемещают в хвостохранилище.

## Общие сведения
Обычно хвостохранилища сооружают в нескольких километрах от горно-обогатительной фабрики, в понижениях рельефа: котловинах, ущельях, распадках.
Из хвостов намывается дамба, которой огораживается хвостохранилище. При отстаивании идёт разделение на осадочную твёрдую фазу хвостов и воду. Вода вторично используется обогатительной фабрикой или очищается и сбрасывается в стоки. Для улучшения процесса разделения фаз могут применяться реагенты — коагулянты и флокулянты.

### Типы хвостохранилищ

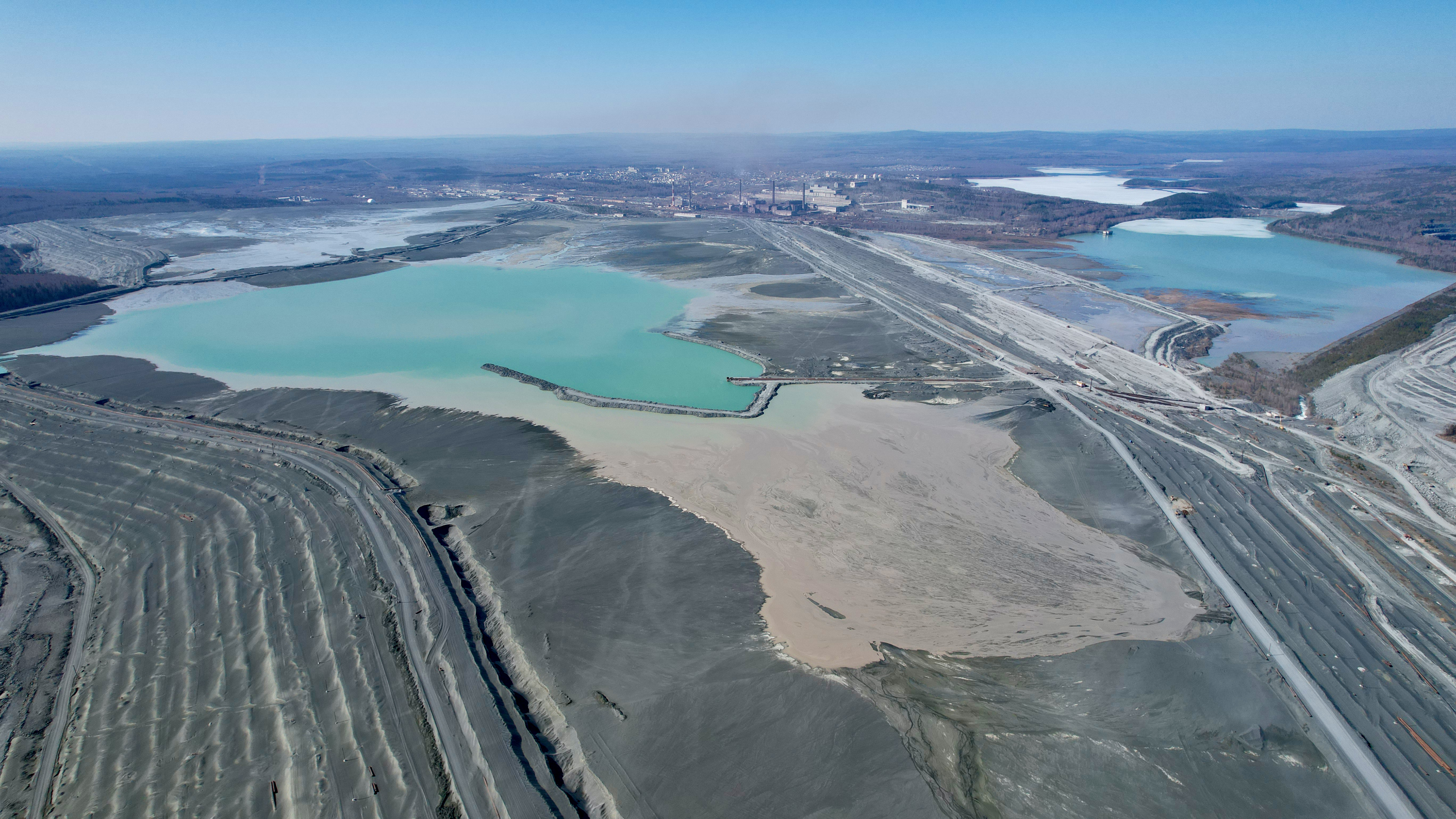
Хвостохранилище Качканарского ГОКа

По рельефу местности:
- равнинный
- овражный
- пойменный
- карьерный
- шахтный
- косогорный

## Хвостохранилища как источник вторичных ресурсов
Накопленные технологические отходы являются потенциальным сырьём. С течением времени появляются технологии, позволяющие лучше разделять компоненты отходов. Промышленность выставляет новые требования к сырью, известные источники минералов обедняются и истощаются. Это ведёт к разработке «вторичных месторождений» с целью получения редких элементов, другого ценного сырья.

## Экологические проблемы
Старые хвостохранилища, выполненные без учёта фильтрации и других факторов, нередко становятся источником экологической опасности, в том числе источником загрязнения почвенных вод и атмосферы (например, при пылении). Такая ситуация, например, сложилась в городе Закаменск с хвостохранилищами закрывшегося Джидинского вольфрамо-молибденового комбината.
Известны случаи техногенных аварий на хвостохранилищах Качканарского ГОКа, кирпичных заводов в Киеве, железорудной шахты в Брумадинью и других гидротехнических сооружениях.

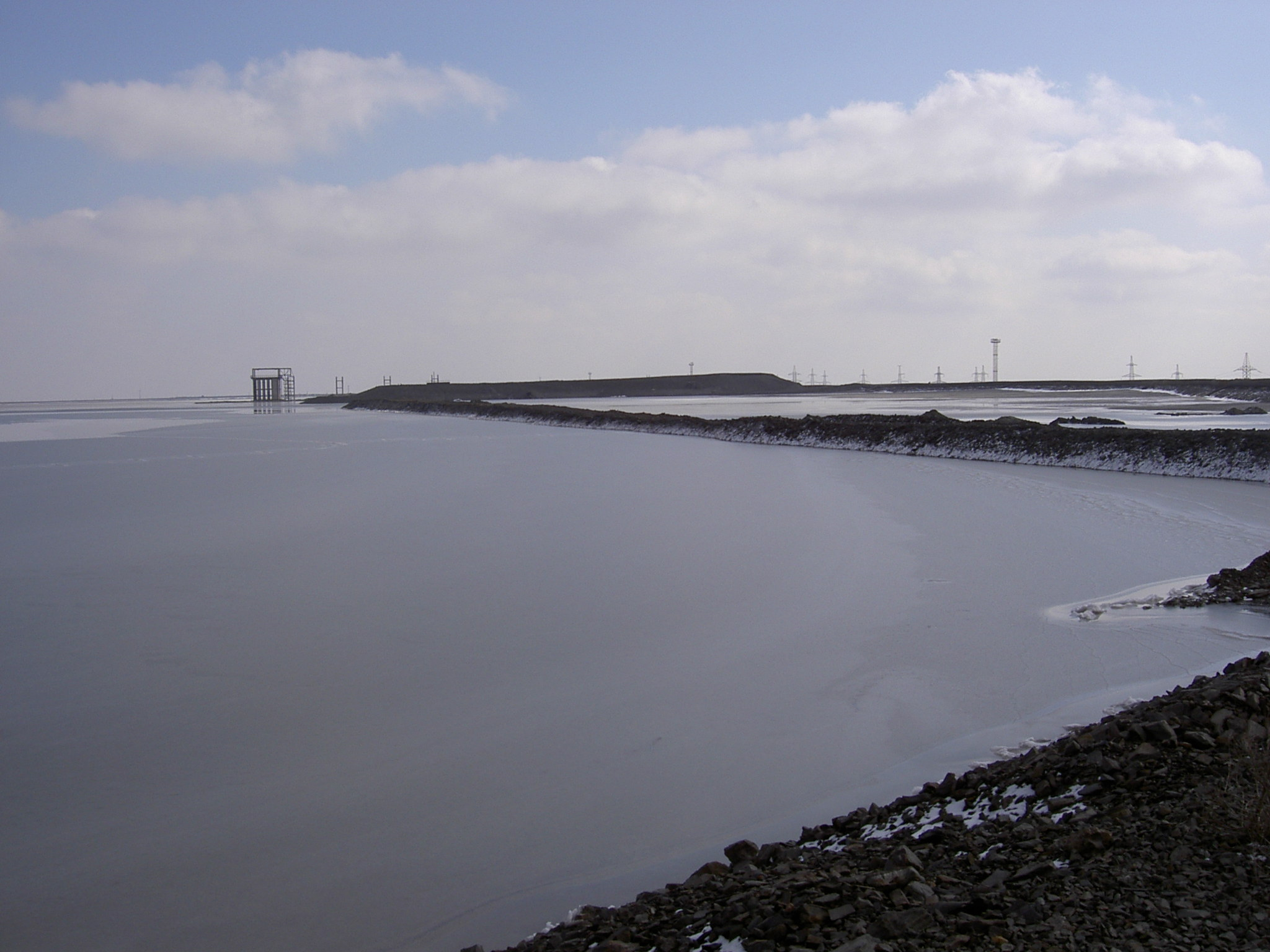
Хвостохранилище
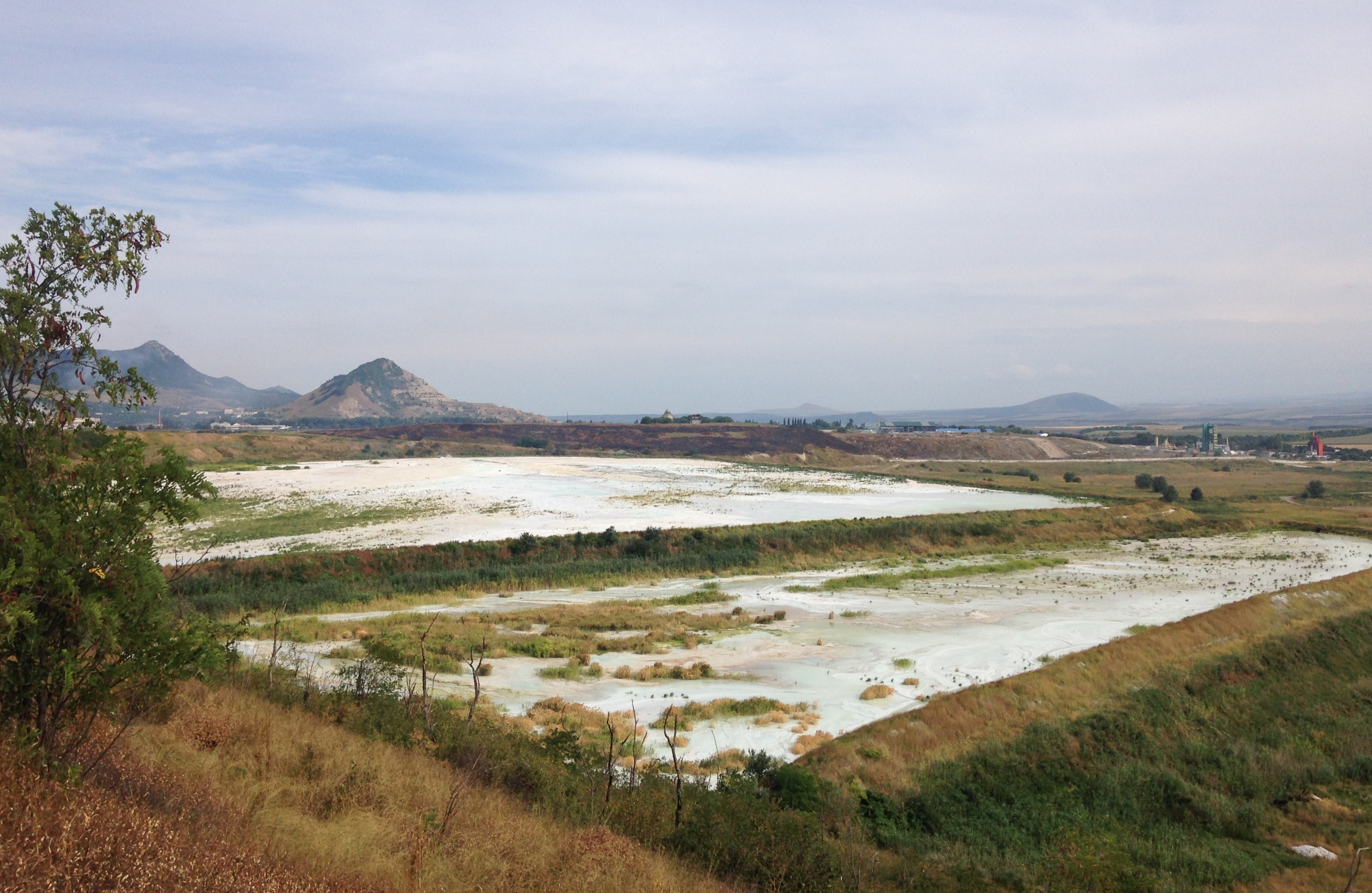
Хвостохранилище отходов переработки урановых руд
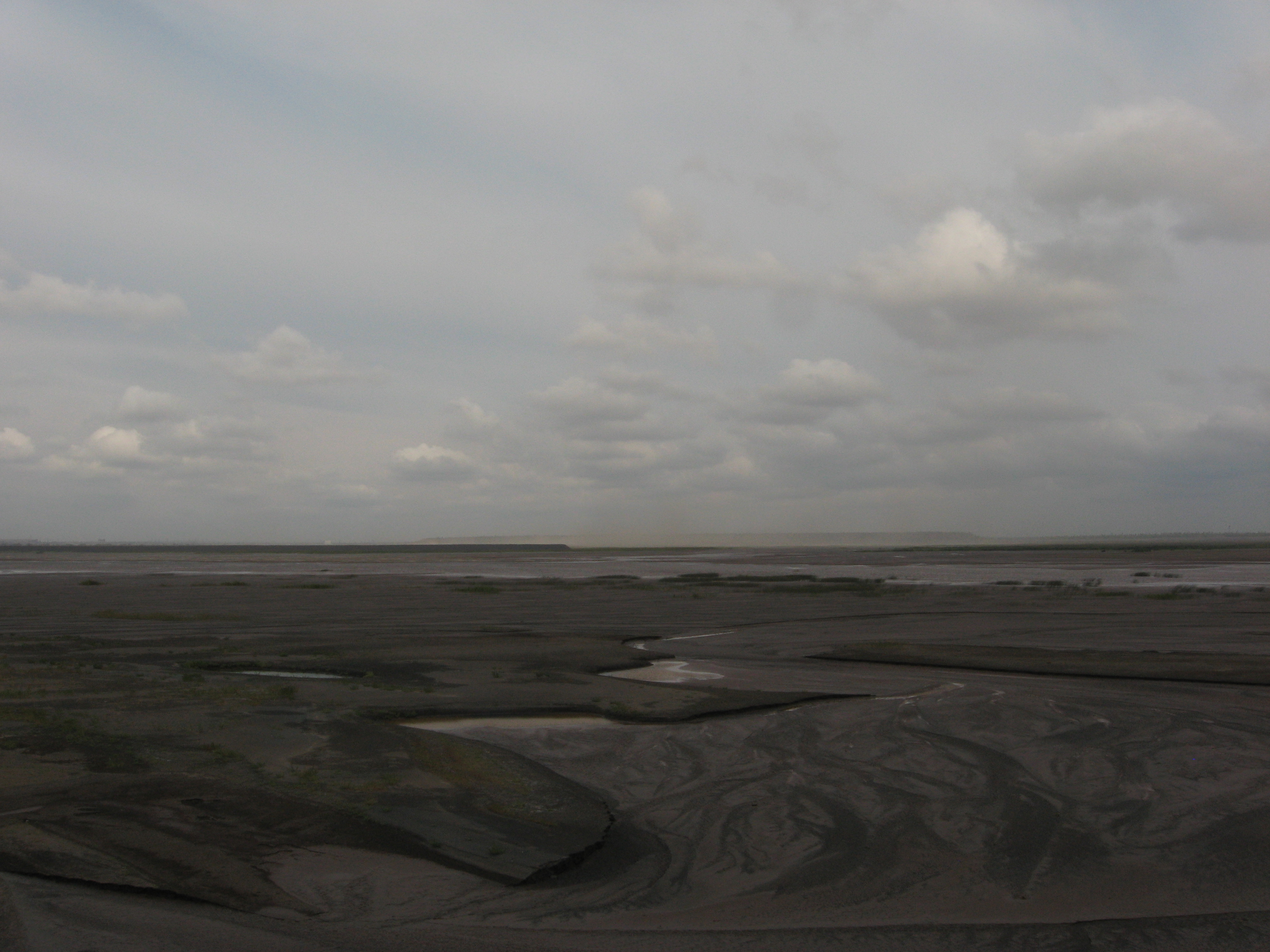
Хвостохранилище недалеко от посёлка Авангард, рядом с г. Кривой Рог, Украина
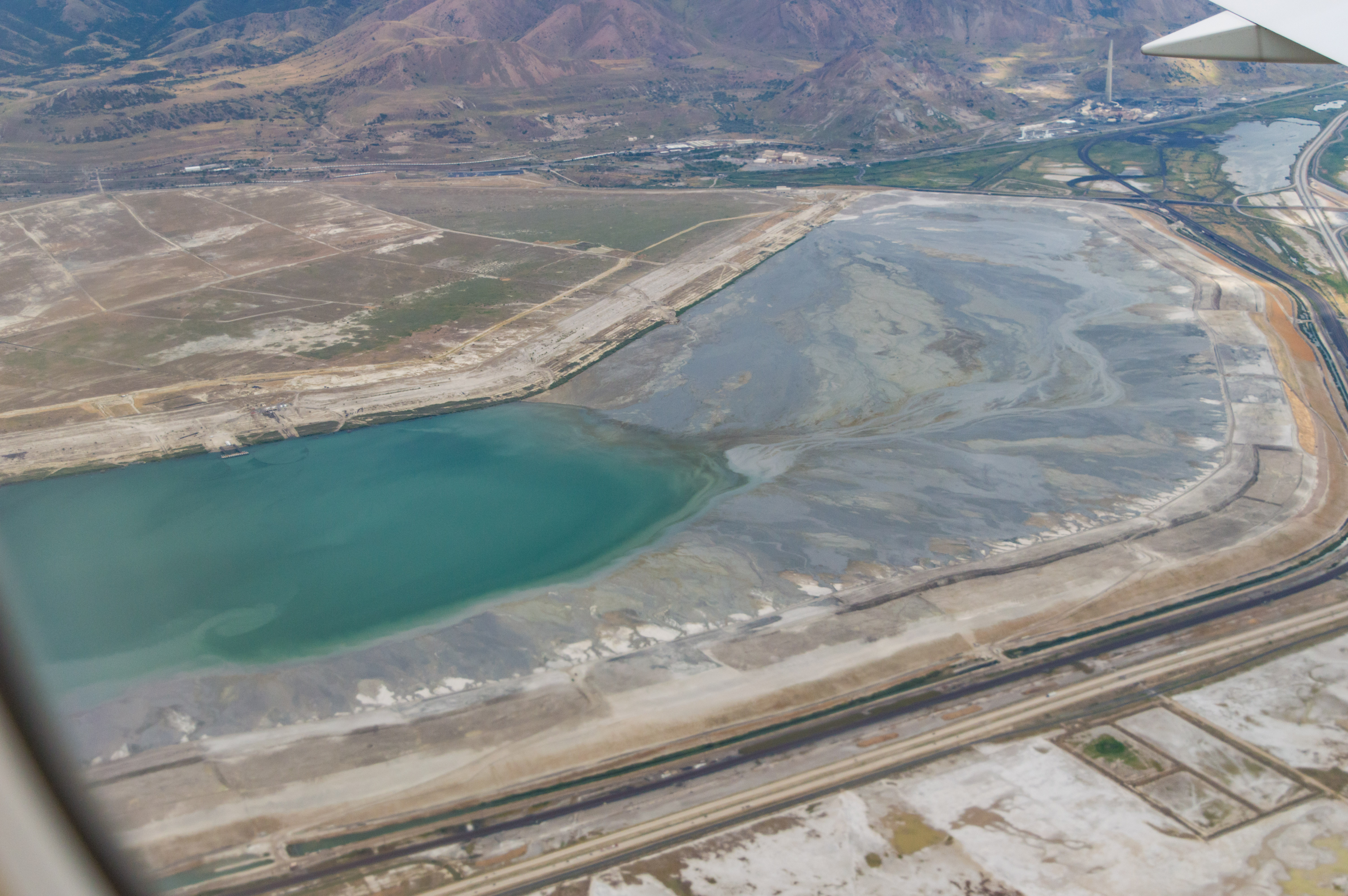
Хвостохранилище предприятия Bingham Canyon Open Pit Copper Mine в штате Юта, США
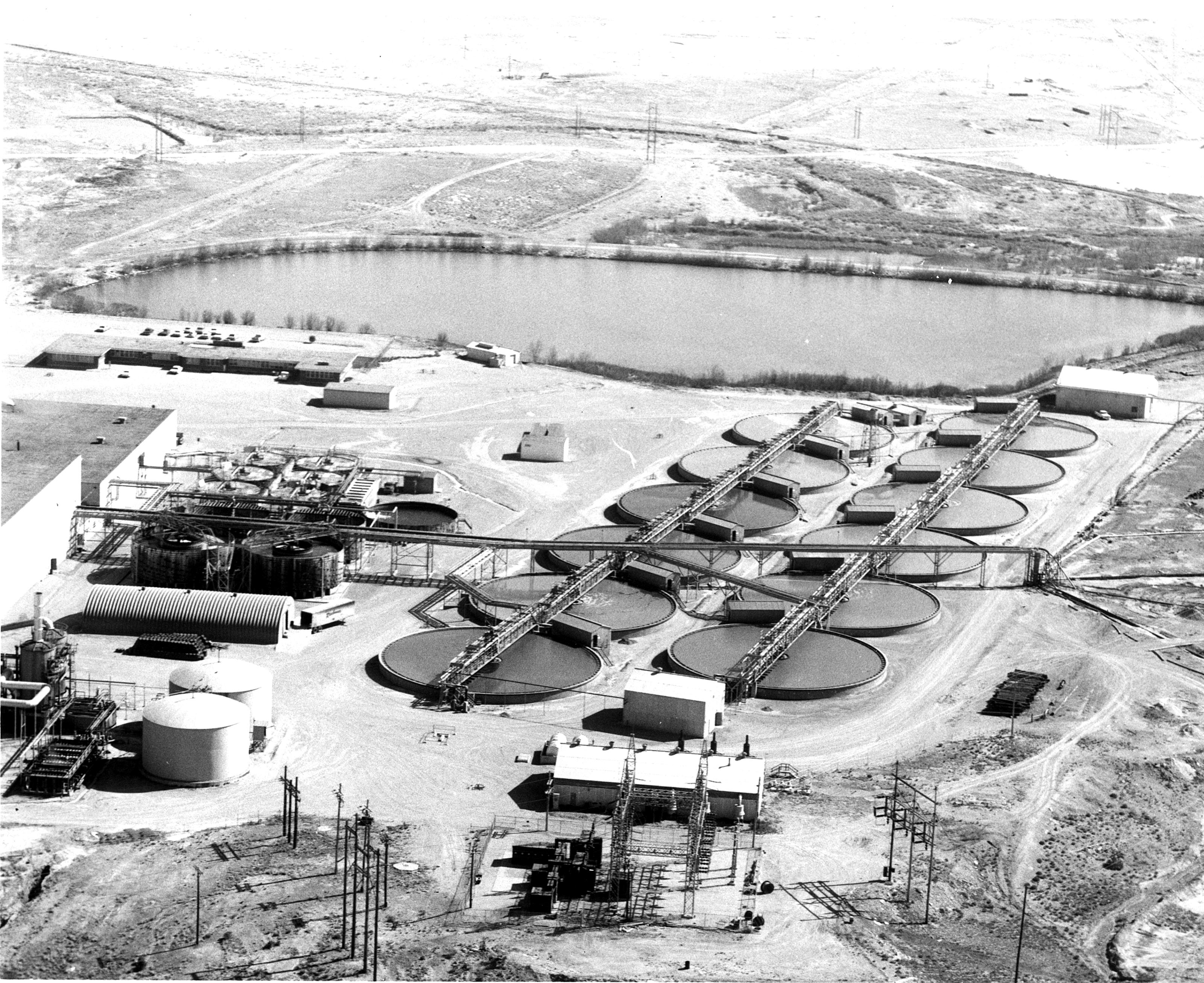
Сгустители пульпы (на переднем плане) и хвостохранилище (на заднем плане)